# فرودگاه دوندو
فرودگاه دوندو (به انگلیسی: Dundo Airport) یک فرودگاه همگانی با کد یاتا DUE است که یک باند فرود آسفالت دارد و طول باند آن ۱۹۷۱ متر است. این فرودگاه در شهر دوندو کشور آنگولا قرار دارد و در ارتفاع ۷۴۷ متری از سطح دریا واقع شده است.
در این فرودگاه سیستم های چراغ هدایت استفاده شده است.